# Izzy Stradlin
Izzy Stradlin (Florida, 8 d'abril de 1962) és un músic estatunidenc, antic membre de Guns N' Roses.

## Biografia

### Joventut
La seva família es va mudar a Lafayette (Indiana), on va créixer. Sobre la ciutat Izzy explica: "Va ser genial haver crescut aquí. Hi ha un tribunal, i una universitat, un riu i les vies del tren. És un poble petit, així que no hi havia molt a fer. Teníem bicicletes, fumàvem herba, ens ficàvem en problemes - era molt semblant a Beavis & Butthead en realitat".
Entre les influències inicials d'Izzy es trobaven Hanoi Rocks, Alice Cooper, Led Zeppelin, Aerosmith, i The Rolling Stones, però la influència més gran la va exercir la seva àvia, qui tenia una banda amb les seves amigues.
A l'escola Jefferson High de Lafayette Izzy va començar a tocar en una banda amb els seus amics, amb els quals compartia els mateixos gustos musicals i ambicions. Va ser allà on va conèixer un petit pre-adolescent entremaliat i introvertit anomenat William Bailey més conegut com a Axl Rose. Després de graduar-se, Izzy va decidir provar sort a Los Angeles, ingressant com a bateria en diverses bandes, i posteriorment també com a baixista. Amb el temps Rose i Stradlin es van retrobar a Los Angeles, en les bandes Shire., Axl i Hollywood Rose, la qual Stradlin va abandonar breument per unir-se a la banda London. Després de tornar Izzy a Hollywood Rose, s'hi van unir Slash, Duff McKagan i Steven Adler, i van passar a anomenar-se Guns N' Roses.

### Guns'N'Roses
En finalitzar el tour d'"Appetite for Destruction", el primer àlbum de la banda, Izzy es va sotmetre al costat dels seus companys a una rehabilitació per superar la seva addicció a les drogues, cosa que a diferència dels seus companys finalment va poder aconseguir, segons va dir en una entrevista, inspirant-se en Aerosmith, companys de tour de Guns N' Roses, que segons Izzy podien tocar sorprenentment sense dependres d'elles.
Allò que li va fer deixar definitivament el consum d'aquestes substàncies va ser un incident en el qual va ser arrestat per orinar a bord d'un avió. Després d'aquest incident, Stradlin va ser sotmès a controls policíacs regulars per comprovar l'absència de drogues a la sang.

### Finals dels Guns'N'Roses
Durant la gira dels discs Use Your Illusion I i Use Your Illusion II, Izzy va deixar de viatjar al costat de la banda als concerts, ja que s'havia cansat del "puny de ferro" d'Axl Rose i se sentia sotmès a una dictadura, pretenia allunyar-se del món de drogues i alcohol en el qual vivien els seus companys. El seu últim concert amb Guns N' Roses va ser precisament a Wembley l'agost de 1991.

## Aportacions d'Izzy a la banda
Izzy va tocar la guitarra rítmica a Guns N 'Roses i va escriure moltes cançons i és un dels pilars bàsics en la composició de grans èxits de la banda, incloent les populars "You Could Be Mine" i "Don't Cry".
Les cançons íntegrament escrites per Izzy a Guns N' Roses són "Mr. Brownstone", "Think About You", "Patience", "Used to Love Her", "You Ain't the First", "Double Talkin' Jive" i "Pretty Tied Up", a més de ser coautor de la major part de les cançons del "Appetite for Destruction", "G N' R Lies", "Use Your Illusion I" i de 3 temes de "Use Your Illusion II".